# Neoempheria subulata
Neoempheria subulata är en tvåvingeart som beskrevs av Wu och Yang 1995. Neoempheria subulata ingår i släktet Neoempheria och familjen svampmyggor.
Artens utbredningsområde är Zhejiang (Kina). Inga underarter finns listade i Catalogue of Life.